# Centrosema virginianum
Centrosema virginianum es una planta de la familia Fabaceae, es identificada por sus entrelazandas lianas. Los tallos son tiernos y pequeños en proporción a su altura. Los hábitat de C. virginianum se encuentran en tierras de pinares y tierras altas costeras.

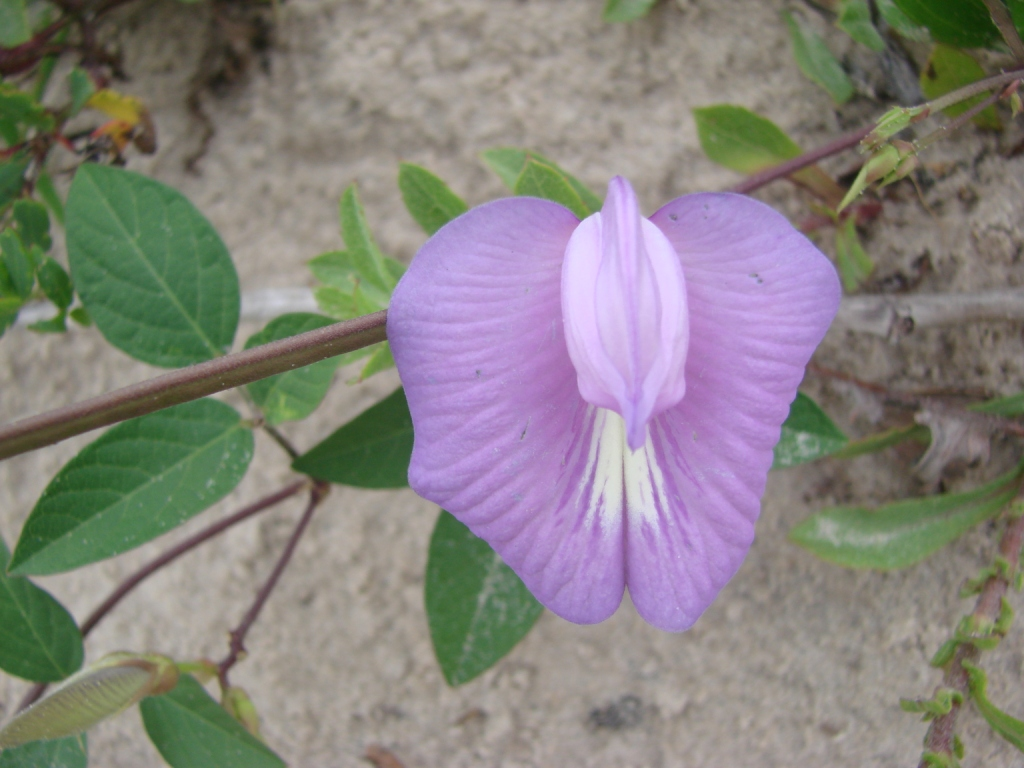
Flor

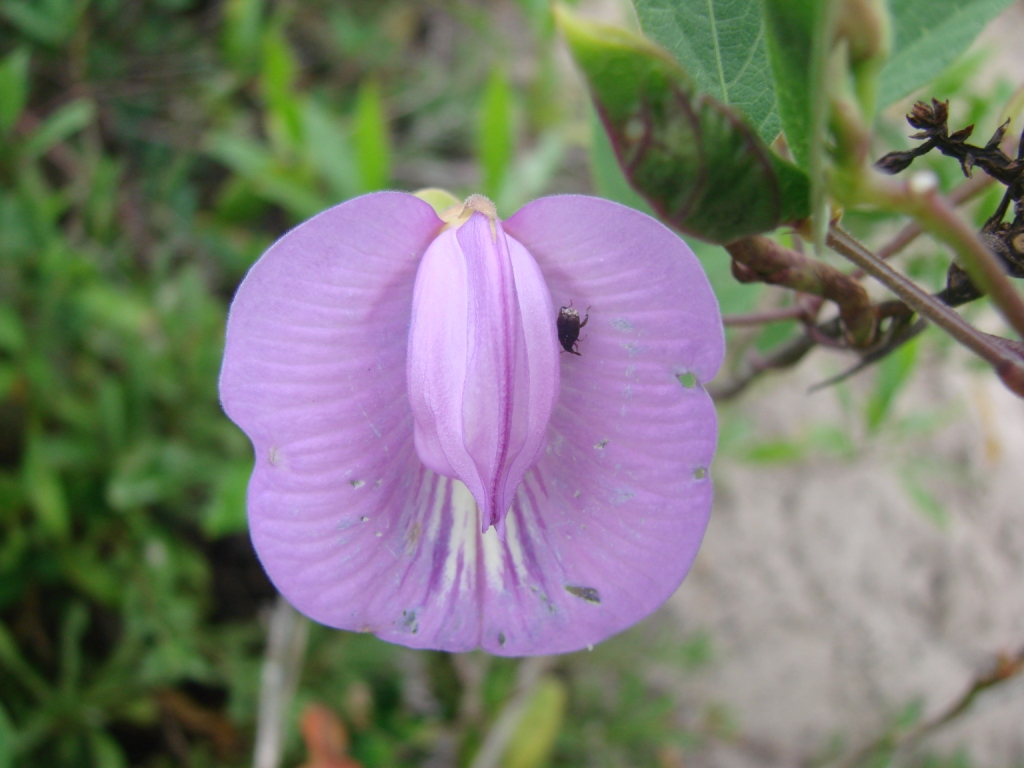
Detalle de la flor

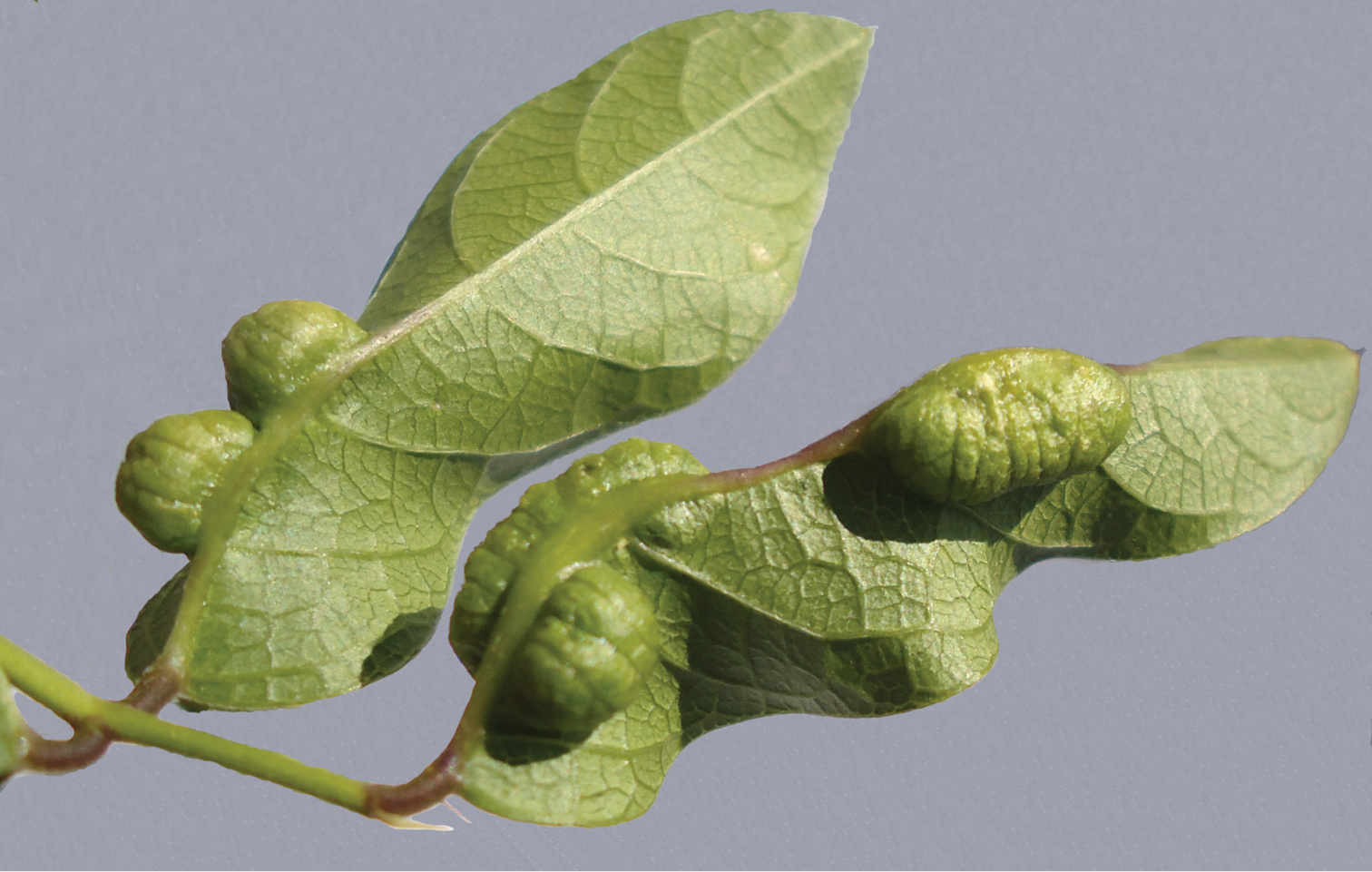
Detalle

## Descripción
Son trepadoras; con tallos delgados. Folíolos 3, ovados, elíptico-ovados o a veces angostamente oblongos o lineares, 2–7 cm de largo y 1–3 cm de ancho, ápice ampliamente agudo a cortamente acuminado, base redondeada, glabros, escasamente pubescentes en los nervios del envés, 6–8 pares de nervios primarios, estipelas 3–5 mm de largo; pecíolo 1–4.5 cm de largo, estípulas 3–5 mm de largo. Inflorescencias axilares, 1–5 cm de largo, con 1–4 flores, pedúnculo 0.5–4.5 cm de largo, pedicelos 5–7 mm de largo (hasta 11 mm en fruto), bractéolas 2 veces la longitud del tubo del cáliz, 6–8 mm de largo, flores 2.5–4 cm de largo; tubo del cáliz 3–4 mm de largo y 5–6 mm de ancho, micro-uncinado, los dientes superiores y laterales 6–10 mm de largo, el ventral 8–10 mm de largo; estandarte purpúreo a violeta con el centro blanco, la uña de 2–3 mm de largo, alas 15–19 mm de largo con la uña de 5–7 mm de largo, quilla 17–20 mm de largo con la uña de 3–5 mm de largo; ovario 13–15 mm de largo, densamente seríceo, estilo 9–12 mm de largo. Legumbres angostamente lineares, 8–13 cm de largo y 4–5 mm de ancho, rostro 10–15 mm de largo, glabras; semillas reniformes, 3–4 mm de largo y 4–6 mm de ancho, café obscuras.

## Distribución y hábitat
Es una especie poco común que se encuentra en los bosques secos, zona norcentral; a una altitud de 400–1350 m; fl y fr todo el año; desde Estados Unidos a Sudamérica y en las Antillas, introducida en África, sudeste de Asia y Australia. Se distingue de Centrosema pubescens por las hojas glabrescentes y el cáliz con los dientes superiores y laterales más largos que el tubo.

## Ecología
Las flores de Centrosema virginianum, están altamente especializados en forma de una bandera invertida adaptada los polinizadores. Un grupo de flores de una a cuatro flores en pendunculos axilares, cáliz profundamente cinco lóbulos, y los lóbulos agudos más largos que el tubo. La corola de color violeta o azul lavanda próximo al blanco, que contiene nueve y cincuenta y seis semillas negras o marrones. La diversidad de tamaños de foliolos y corola, color y forma a menudo se confunden con C. pubescens. Por último, las flores de C. virginianum son conocidas por ser hermafroditas y son polinizadas por las abejas, además, de contribuir a la fijación de nitrógeno.

## Propiedades
Se usa para resolver problemas del aparato digestivo, como dolores estomacales. Con este propósito, en Quintana Roo y Yucatán se utilizan las hojas de esta planta en cocción administradas en forma oral. En el Estado de Hidalgo, para aliviar el catarro constipado, se refriegan las hojas en alcohol y se inhalan de lejos.

## Taxonomía
Centrosema virginianum fue descrita por (L.) Benth. y publicado en Commentationes de Leguminosarum Generibus 56. 1837.
Sinonimia
| - Bradburya biflora (Benth.) Kuntze - Bradburya conjugata (Lehm.) Kuntze - Bradburya decumbens (C.Mart.) Kuntze - Bradburya virginiana (L.) Kuntze - Centrosema biflorum Benth. - Centrosema decumbens C.Mart. - Centrosema micranthum Steud. - Centrosema scabriusculum Hassk. - Centrosema virginiana (L.) Benth. | - Clitoria alabamensis Bertol. - Clitoria amoena Roth - Clitoria gemina Vell. - Clitoria gladiata Schrank - Clitoria virginiana L. basónimo - Clitoria virginiana var. angustifolia DC. - Clitoria virginiana var. elliptica DC. - Cruminium virginianum (L.) Britton - Glycine pugiunculus Desv. - Steganotropis conjugata Lehm. |

## Nombres comunes
Chochito, chica, de Negra, gallinita, patito, zapatito de la virgen.